# Wolf Weyrich
Wolf Carl Rudolf Weyrich (* 23. Juli 1941 in Brünn; † 4. März 2019 in Konstanz) war ein deutscher Chemiker und Hochschullehrer.

## Leben
Wolf Weyrich lebte nach der Vertreibung aus Mähren aufgrund der Lehrtätigkeiten seines Vaters, des Mathematikers Rudolf Weyrich, in Stolberg bei Aachen, Braunschweig, Istanbul und Graz. Von 1959 bis 1966 studierte er Chemie an der TH Darmstadt. 1966 wurde er Wissenschaftlicher Assistent an der THD und wurde 1971  bei Alarich Weiss zum Dr.-Ing. promoviert. 1978 habilitierte er sich. Weyrich war von 1971 bis 1976 Hochschuldozent in Darmstadt, zudem DFG-Stipendiat und Heisenberg-Stipendiat.
1980 erhielt er einen Ruf auf den Lehrstuhl für Physikalische Chemie der Universität Konstanz. Hauptlehr- und -forschungsgebiete waren die Infrarotspektroskopie, Rotationsisomerie sowie die Kernquadrupolresonanz.

## Ehrungen und Auszeichnungen
- 1979 – Nernst-Haber-Bodenstein-Preis der Deutschen Bunsen-Gesellschaft für Physikalische Chemie
- 1986 – Ernennung zum Ordentlichen Mitglied der Königlichen Societät der Wissenschaften zu Uppsala
- 1991 – Ehrendoktorwürde Dr. phil. h. c. der Universität Uppsala